# 索斯諾夫卡區 (坦波夫州)

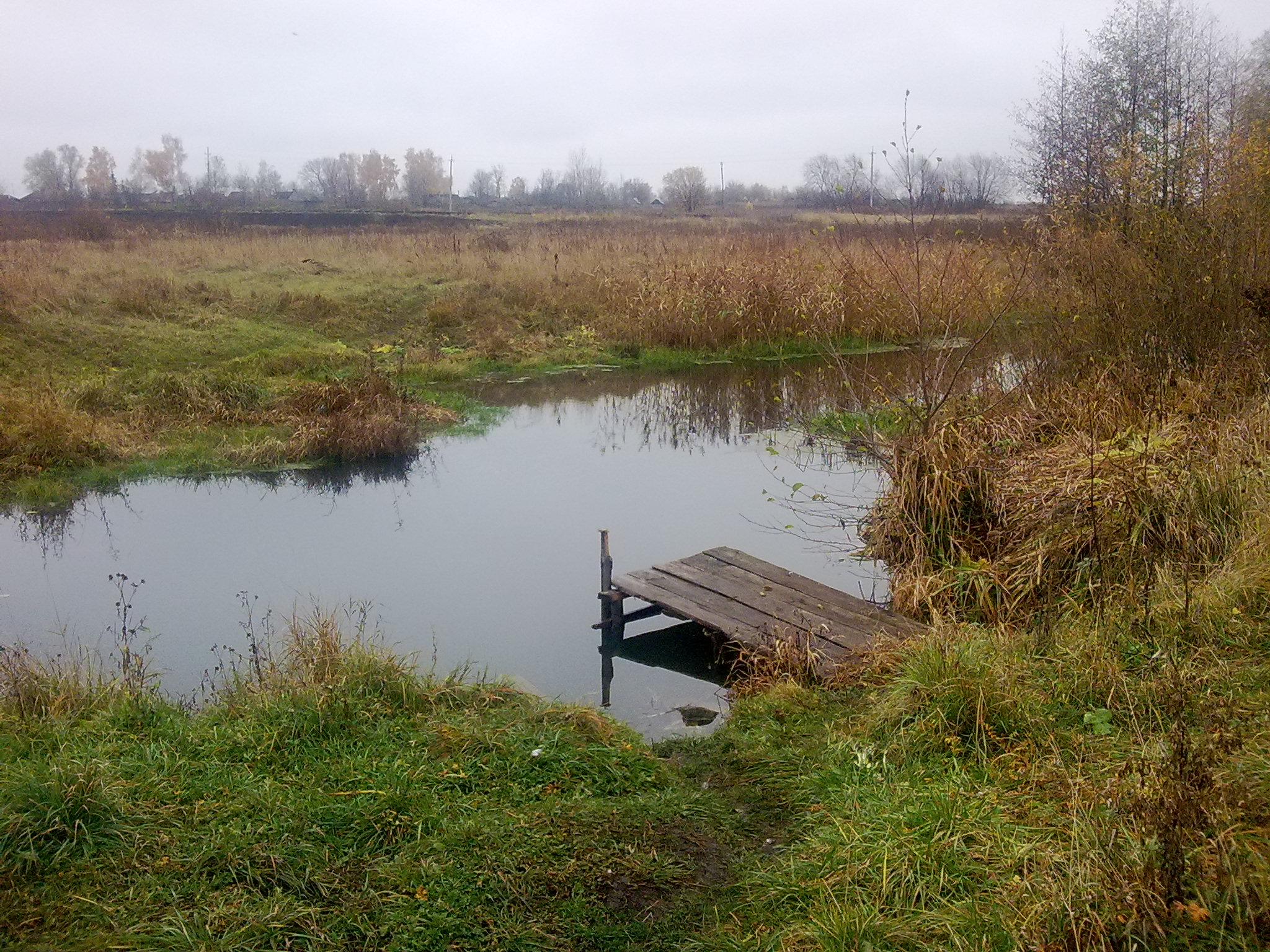

53°14′13″N 41°22′14″E / 53.23694°N 41.37056°E
索斯諾夫卡區（俄语：Сосновский район），是俄羅斯的一個區，位於該國西部，由坦波夫州負責管轄，面積2,382平方公里，2010年該區人口31,641，人口密度每平方公里13.28人。